# SMA Solar Technology
SMA Solar Technology AG (betyder System, Mess og Anlagentechnik) er en tysk producent af invertere til brug for solcelleanlæg. Virksomheden blev etableret i 1981 og har hovedkvarter i Niestetal. De har kontorer i 18 lande.